# Dick van Dijk
Dick van Dijk (Gouda, 15 febbraio 1946 – Nizza, 8 luglio 1997) è stato un calciatore olandese, di ruolo attaccante.
È ricordato principalmente per la sua militanza nell'Ajax. Muore nel 1997 a causa di un'endocardite batterica.

## Carriera
Comincia a giocare nella seconda divisione olandese tra le file dell'SVV, finché nell'estate del 1967 passa, salendo di categoria, al Twente. Qui rimane per due stagioni, facendosi notare in particolare nell'ultima: con trenta gol è capocannoniere insieme a Ove Kindvall. Tre di questi li ha messi a segno nella vittoria per 5-1 contro l'Ajax, e nel 1969 passa quindi, per 750.000 fiorini, proprio ai Lancieri. Rimane ad Amsterdam per tre anni, prima alle dipendenze di Rinus Michels, poi di Ștefan Kovács. In questo periodo ricco di successi per il club vince due titoli olandesi, due Coppe nazionali e, soprattutto, due Coppe dei Campioni. Viene ricordato in particolare per aver segnato il gol che sblocca la prima finale, vinta per 2-0 sul Panathīnaïkos a Wembley: dopo soli cinque minuti di gioco van Dijk devia di testa un cross di Piet Keizer proveniente da sinistra.
Nella stagione successiva trova meno spazio, complice l'ingresso in prima squadra del giovane Johnny Rep. Passa quindi al Nizza, che conclude campionato 1972-1973 al secondo posto; nella stagione successiva i francesi si prendono invece la soddisfazione di eliminare il Barcellona di Michels dal primo turno della Coppa UEFA 1973-1974; poco dopo si sarebbe unito ai Blaugrana anche l'ex compagno Johan Cruijff. Nel 1974 van Dijk passa al Real Murcia, ritirandosi dopo una sola stagione in Spagna a ventinove anni.

### Nazionale
Con la nazionale dei Paesi Bassi ha disputato sette gare, segnando un gol.

## Statistiche

### Presenze e reti nei club
| Stagione      | Squadra       | Campionato    | Campionato | Campionato | Coppe nazionali | Coppe nazionali | Coppe nazionali | Coppe continentali | Coppe continentali | Coppe continentali | Altre coppe | Altre coppe | Altre coppe | Totale | Totale |
| Stagione      | Squadra       | Comp          | Pres       | Reti       | Comp            | Pres            | Reti            | Comp               | Pres               | Reti               | Comp        | Pres        | Reti        | Pres   | Reti   |
| ------------- | ------------- | ------------- | ---------- | ---------- | --------------- | --------------- | --------------- | ------------------ | ------------------ | ------------------ | ----------- | ----------- | ----------- | ------ | ------ |
| 1966-1967     | SVV           | EeD           | 34         | 22         | CO              | ?               | ?               | -                  | -                  | -                  | -           | -           | -           | 34+    | 22+    |
| 1967-1968     | Twente        | ED            | 33         | 23         | CO              | ?               | ?               | -                  | -                  | -                  | -           | -           | -           | 33+    | 23+    |
| 1968-1969     | Twente        | ED            | 32         | 30         | CO              | ?               | ?               | -                  | -                  | -                  | -           | -           | -           | 32+    | 30+    |
| Totale Twente | Totale Twente | Totale Twente | 65         | 53         |                 | ?               | ?               |                    | ?                  | ?                  |             | -           | -           | 65+    | 23+    |
| 1969-1970     | Ajax          | ED            | 32         | 23         | CO              | 5               | 2               | CdF                | 10                 | 3                  | -           | -           | -           | 47     | 28     |
| 1970-1971     | Ajax          | ED            | 29         | 18         | CO              | 5               | 4               | CC                 | 6                  | 2                  | -           | -           | -           | 40     | 24     |
| 1971-1972     | Ajax          | ED            | 23         | 16         | CO              | 2               | 1               | CC                 | 5                  | -                  | -           | -           | -           | 30     | 17     |
| Totale Ajax   | Totale Ajax   | Totale Ajax   | 84         | 57         |                 | 12              | 7               |                    | 21                 | 5                  |             | -           | -           | 117    | 69     |
| 1972-1973     | Nizza         | D1            | 27         | 20         | CF              | ?               | ?               | -                  | -                  | -                  | -           | -           | -           | 27+    | 20+    |
| 1973-1974     | Nizza         | D1            | 31         | 10         | CF              | ?               | ?               | CU                 | ?                  | ?                  | -           | -           | -           | 31+    | 10+    |
| Totale Nizza  | Totale Nizza  | Totale Nizza  | 58         | 30         |                 | ?               | ?               |                    | ?                  | ?                  |             | -           | -           | 58+    | 30+    |
| 1974-1975     | Real Murcia   | PD            | 19         | 4          | CG              | ?               | ?               | -                  | -                  | -                  | -           | -           | -           | 19+    | 4+     |

### Cronologia presenze e reti in nazionale
| Cronologia completa delle presenze e delle reti in nazionale ― Paesi Bassi | Cronologia completa delle presenze e delle reti in nazionale ― Paesi Bassi | Cronologia completa delle presenze e delle reti in nazionale ― Paesi Bassi | Cronologia completa delle presenze e delle reti in nazionale ― Paesi Bassi | Cronologia completa delle presenze e delle reti in nazionale ― Paesi Bassi | Cronologia completa delle presenze e delle reti in nazionale ― Paesi Bassi | Cronologia completa delle presenze e delle reti in nazionale ― Paesi Bassi | Cronologia completa delle presenze e delle reti in nazionale ― Paesi Bassi |
| Data                                                                       | Città                                                                      | In casa                                                                    | Risultato                                                                  | Ospiti                                                                     | Competizione                                                               | Reti                                                                       | Note                                                                       |
| -------------------------------------------------------------------------- | -------------------------------------------------------------------------- | -------------------------------------------------------------------------- | -------------------------------------------------------------------------- | -------------------------------------------------------------------------- | -------------------------------------------------------------------------- | -------------------------------------------------------------------------- | -------------------------------------------------------------------------- |
| 26-4-1969                                                                  | Rotterdam                                                                  | Paesi Bassi                                                                | 4 – 0                                                                      | Lussemburgo                                                                | Qual. Mondiali 1970                                                        | 1                                                                          |                                                                            |
| 7-5-1969                                                                   | Rotterdam                                                                  | Paesi Bassi                                                                | 1 – 0                                                                      | Polonia                                                                    | Qual. Mondiali 1970                                                        | -                                                                          |                                                                            |
| 22-10-1969                                                                 | Rotterdam                                                                  | Paesi Bassi                                                                | 1 – 1                                                                      | Bulgaria                                                                   | Qual. Mondiali 1970                                                        | -                                                                          | 66’                                                                        |
| 5-11-1969                                                                  | Amsterdam                                                                  | Paesi Bassi                                                                | 0 – 1                                                                      | Inghilterra                                                                | Amichevole                                                                 | -                                                                          | 46’                                                                        |
| 14-1-1970                                                                  | Londra                                                                     | Inghilterra                                                                | 0 – 0                                                                      | Paesi Bassi                                                                | Amichevole                                                                 | -                                                                          | 45’                                                                        |
| 28-1-1970                                                                  | Haifa                                                                      | Israele                                                                    | 0 – 1                                                                      | Paesi Bassi                                                                | Amichevole                                                                 | -                                                                          | 45’                                                                        |
| 10-10-1971                                                                 | Rotterdam                                                                  | Paesi Bassi                                                                | 3 – 2                                                                      | Germania Est                                                               | Qual. Euro 1972                                                            | -                                                                          |                                                                            |
| Totale                                                                     |                                                                            | Presenze                                                                   | 7                                                                          |                                                                            | Reti                                                                       | 1                                                                          |                                                                            |

## Palmarès

### Club

#### Competizioni nazionali
- Campionato olandese: 2

Ajax: 1969-1970, 1971-1972
- Coppa dei Paesi Bassi: 3

Ajax: 1969-1970, 1970-1971, 1971-1972

#### Competizioni internazionali
- Coppa dei Campioni: 2

Ajax: 1970-1971, 1971-1972

### Individuale
- Capocannoniere dell'Eredivisie: 1

1968-1969 (30 gol, ex aequo con Ove Kindvall)